# Úrsula Micaela Morata
Úrsula Micaela Morata (Cartagena, 21 d'octubre de 1628 - Alacant, 9 de gener de 1703) va ser una religiosa de l'orde de les Clarisses Caputxines, que va fundar el convent de l'orde a Alacant.

## Vida
Va néixer en el si d'una família socialment benestant, i la menor de tretze germans. El seu pare, Marcos Aurelio Morata e Iscaya, d'origen italià, era cavaller de l'Estat de Savoia. La seva mare, Juana Garibaldo, era madrilenya, però d'ascendència també italiana. Tots dos van morir amb tres dies de diferència el 1632, comptant Úrsula amb tres anys, quedant aleshores a la cura de la seva germana gran Sebastiana. Als quatre anys va tenir la seva primera experiència mística enmig d'un atac de verola que la va posar a la vora de la mort. La relata així:
| « | ... M'agafà un paroxisme que vaig estar, al meu entendre, sense sentits vint-i-quatre hores si fa no fa. El que en aquest temps va gaudir la meva ànima no és possible de declarar ... Em trobí en una immensa claredat i llum divina que, sense oferir objecte ni cap imatge a la vista, gaudien les potències i sentits, que al meu parer semblava ja estava en la glòria. | » |

Autobiografia, Cap. I.
Va començar així el seu aprenentatge espiritual, adquirint les idees dominants de l'època pel que fa a pregària, dejuni i mortificació, i van sobrevenir en la seva pràctica altres experiències místiques. Pel que fa a la seva educació, cal destacar que, per disposició de la seva germana, va aprendre a llegir i escriure, cosa poc corrent en la seva època, especialment en les nenes.

### Joventut
El 1642, va iniciar un festeig amb un parent seu, que ella mateixa trencaria l'any següent. La idea de ser monja es va anar consolidant, donant-li l'última empenta un somni profètic que li va anunciar la mort d'un sacerdot conegut de la família. Vencent l'oposició dels seus familiars, va ingressar al monestir de clarisses caputxines de Múrcia, fundat el 1644 per la beata Maria Àngela Astorc, que n'era l'abadessa i mestra de novícies. Va professar-hi el 20 de gener de 1647, adoptant el nom de Micaela.
El 1648 la pesta que assolava Espanya des del sud, va arribar a Múrcia, i Úrsula va convertir-se en infermera i curadora dels empestats. El 1651 i 1653 el desbordament del riu Segura va obligar a la comunitat de religioses a abandonar el monestir i refugiar-se al Monte de las Ermitas. Durant aquest període, Úrsula Micaela va viure la nit fosca, etapa de crisi espiritual entre els místics. El 1652 va rebre el mandat del seu confessor d'escriure la seva autobiografia.

### Camí espiritual
El 1653, com a conclusió de la nit fosca, va experimentar la transverberació del cor de manera semblant a la narrada per santa Teresa de Jesús:
| « | Em va ser mostrat en esperit un àngel amb un dard de foc, que me'l va ficar al cor. Va ser tan gran el dolor i el foc que vaig sentir, que em va penetrar tots els ossos i vaig caure a terra desmaiada. Mes l'àngel em va aturar perquè no em fes mal. Vaig estar així cosa d'una hora gaudint i patint l'indicible, si no que em cremava i cremava en flames d'amor diví. Autobiografia, cap. VI | » |

Sor Úrsula Micaela va viure diverses experiències sobrenaturals també presents en altres místics: visions, locucions, miracles, percepció extrasensorial, etc. Destaca especialment per la bilocació, que la va portar fins i tot a altres nacions, i per la profecia, que la va convertir en un oracle al qual s'acostava el poble a la cerca de consell, entre ells Carles II d'Espanya i el seu germanastre Joan Josep d'Àustria, amb qui va mantenir correspondència epistolar. El 1661 va ser escollida consellera i secretària de la comunitat.

### Fundació a Alacant
El 1669 van començar les gestions per fundar un convent de Clarisses Caputxines a la ciutat d'Alacant. Les dificultats van ser diverses, i la fundació no es va dur a terme fins al 1672. La primera residència va ser provisional, en una casa que no tenia les condicions apropiades per a la vida comunitària. Per això es va iniciar la construcció d'un convent i una església, costejats amb les almoines dels alacantins i de Joan Josep d'Àustria, i sota la protecció de Carles II. Les obres no finalitzarien fins al 1682. El títol del monestir va ser dels Triomfs del Santíssim Sagrament, nom inspirat en una de les visions de Sor Úrsula Micaela.
Va exercir el càrrec de vicària fins a 1699, en què va ser elegida abadessa, ofici que va ocupar fins a la seva mort. En la seva Autobiografia no va recollir les seves últimes vivències, ja que va deixar d'escriure el 1684. No obstant això les monges contemporànies van deixar testimonis i escrits referents a aquesta última etapa de la seva vida. A més, la ciutat d'Alacant va editar un panegíric d'honres fúnebres després de la seva mort, on van registrar les dades més importants de la seva vida.
Després de dos anys de penosa malaltia, va morir el 9 de gener de 1703, a l'edat de 75 anys.

## Veneració
La fama de santedat i el prestigi social que havia arribat a tenir van fer que el seu cadàver romangués exposat a l'església durant sis dies. El cos va romandre incorrupte, calent i flexible en tot moment, i per això no se li va donar sepultura. El 1742 el bisbe d'Oriola-Alacant Juan Elías Gómez de Terán, em trobar-lo encara intacte, va manar que el cadàver romangués en una arca sense ser enterrat. Així s'ha conservat fins a l'actualitat, romanent encara incorrupte i flexible.
La fama de santedat amb què va morir Sor Úrsula Micaela va portar el bisbe d'Oriola-Alacant José de la Torre y Orumbella a instruir expedient sobre la seva vida i virtuts el 1703, amb vistes al procés de beatificació. Per la crema d'arxius durant la Guerra de Successió (1702-1713) i la Guerra Civil (1936-1939), aquests documents es van perdre. No obstant això es van salvar l'Autobiografia, 24 cartes, i alguns altres testimonis relatius a la Serventa de Déu. El procés informatiu diocesà per a la beatificació va ser obert pel bisbe d'Oriola-Alacant Rafael Palmero Ramos l'11 d'octubre de 2006 i clausurat l'11 de juny de 2009.